# WZ Волка
WZ Волка (лат. WZ Lupi) — одиночная переменная звезда в созвездии Волка на расстоянии (вычисленном из значения параллакса) приблизительно 71058 световых лет (около 21786 парсека) от Солнца. Видимая звёздная величина звезды — от +15,7m до +12,6m.

## Характеристики
WZ Волка — оранжево-красная пульсирующая переменная звезда, мирида (M) спектрального класса M-K. Эффективная температура — около 3587 K.